# Mindszentkálla
Mindszentkálla es un pueblo ubicado en el distrito de Tapolca, en el condado de Veszprém, Hungría.

## Superficie
Posee una superficie de 10,84 kilómetros cuadrados.

## Demografía
Hasta 2019 la población era de 243 habitantes, con una densidad de población de 22,42 habitantes por kilómetro cuadrado.